# Bembidion subangustatum
Bembidion subangustatum är en skalbaggsart som beskrevs av Hayward. Bembidion subangustatum ingår i släktet Bembidion och familjen jordlöpare. Inga underarter finns listade i Catalogue of Life.